# 肉蒲团

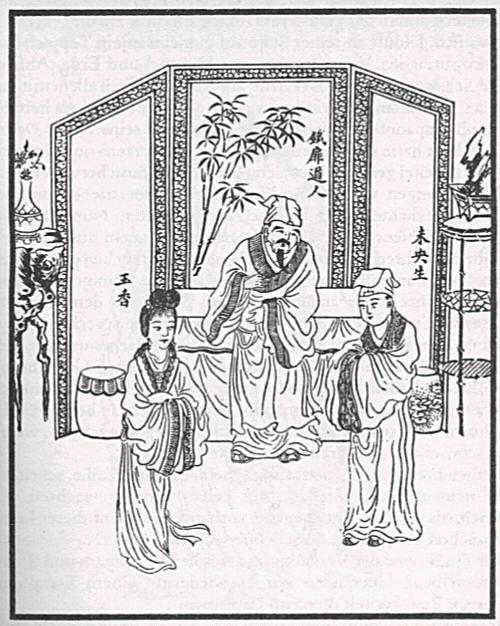
《肉蒲团》1894年版木刻插图

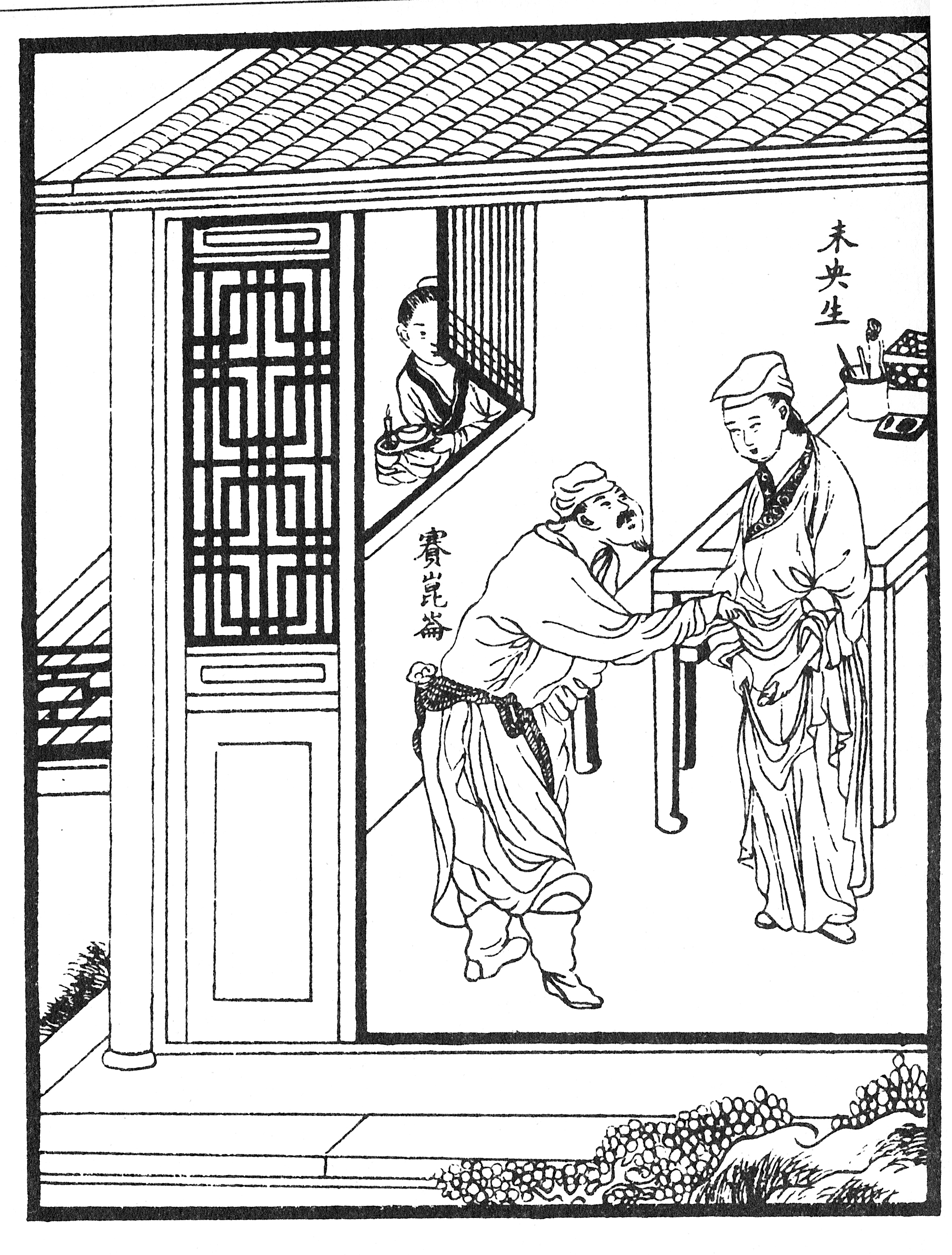
《肉蒲团》1894年版木刻插图

《肉蒲团》，一般認為是李渔所創作的一部章回體艳情小说。著于清朝顺治十四年（1657），随后屡遭禁毁，但仍有私刻本。1705年传入日本，现今最完整的抄本存於东京大学。

## 书名与主题
本書又名《迴圈報》《覺後禪》，分《春》《夏》《秋》《冬》四卷，每卷五回共二十回。小说的开头写到，男主角未央生前去参佛，见到高僧，高僧见他面相大有慧根，但是色欲外露。未央生就说，高僧是打坐参禅坐通几张蒲团，而他自己的生平之愿是要娶天下第一佳人，以坐享肉蒲团。
《肉蒲团》有着非常正面的主题—轮回和报应：未央生淫了权老实等人的妻子，权老实便去勾搭了未央生的妻子玉香，使玉香也被别人淫；未央生换了阳具、沉迷肉海最终也搞坏了身体；未央生和权老实几番作孽之后，最终都参透欲望，皈依了佛门。

## 劇情
未央生自恃才情，以天下第一才子娶天下第一位佳人自詡，但不好功名，唯好「女色為性命」，布袋和尚劝他「割除爱欲，遁入空门，修成正果」，岳父鐵扉道人要他做个方正之士，但無效果。未央生以遊學為名，前往京城獵艷。一日在郊外遇一侠盗赛昆仑，兩人同拜兄弟，天际真人用狗腎嵌入未央生的「人陽」，“魁梧奇偉，果然改觀”。並托请赛昆仑为之寻访标致妇人，先後與權老實之妻艷芳、軒軒子之妻香雲、臥雲生之妻瑞珠、倚云生之妻瑞玉等美人偷情。
權老實得知妻子被姦，決心復仇，他以長工之名進入未央生岳父之第府，勾引丈夫長年不在寂寞難耐的未央生之妻玉香，後來玉香懷孕。權老實帶著玉香和丫環私奔，最後將二女賣進妓院。權老實自知罪孽，最後出家，拜布袋和尚为师。玉香在妓院被老鸨訓練各種性技，調教成為嫖客絡繹不絕的第一名妓，先後被倚云生、卧云生、轩轩子嫖。後來未央生慕名去妓院不料頭牌竟是妻子玉香。妻子认出嫖客是自己的丈夫後倍感羞愧，當夜悬梁自尽。早已散盡家財的未央生在妓院被痛打一頓後逐出，醒來大徹大悟，最後亦出家，削发为僧，與權老實同拜布袋和尚为师。《肉蒲团》最后一句话曰：“总是开天辟地的圣人多事，不该生女子设钱财，把人限到这地步”。

## 文化影响
- 鲁迅在《中国小说史略》第十九篇《明人之小说》中写道：「惟《肉蒲团》意想颇似李渔，较为出类而已。」[2]
- 浙江古籍出版社在1991年出版的《李渔全集》中收入《肉蒲团》的节本。

### 改编电影
因为「玉」和「肉」在粤语和上海話中同音，所以香港电影三级片片名中将肉蒲团称为玉蒲团，男主角大多由徐錦江出演。
1975年曾上映由黎小田和林建明主演的香港電影肉蒲團。
香港电影导演何藩曾将《肉蒲团》改编成电影劇本，后拍摄成电影《浮世風情繪》。之後香港著名电影製作人麥當雄、蕭若元和麥當傑合作再把《肉蒲团》改拍成1991年电影《玉蒲團之偷情寶鑑》；2010年蕭若元又再改編成3D電影《3D肉蒲團之極樂寶鑑》，于2011年4月上映。

## 版本
- 醉月轩刊本
- 宝永刊本 (日)
- 凤山楼本 (荷)

## 书目
- 《李渔全集》 第9卷，《肉蒲团》节本，浙江古籍出版社，1991年，ISBN 9787805181301。
- 《肉蒲团》(清)李渔著，明日出版社；2003年，ISBN 9789867972958。
- 《觉后禅》蔡澜根据《肉蒲团》改编，1994年。
- 《肉蒲團》，鳳山樓本為底本，以《思無邪滙寶》校勘，完整收納回末批評[3]，基本出版社，2012年，ISBN 9789866474323。

## 译本
- 滿文:H. Walravens, L. Bieg, Martin Gimm (eds.), Der chinesische Roman Rou putuan 肉蒲團 in manjurischer Übersetzung der Berliner Handschrift aus der Zeit um 1700, Staatsbibliothek zu Berlin (Neuerwerb. d.Ostasienabt., Sonderheft 27, (Berlin, 2011).
- 日本1705年传景楼主人翻译天下第一风流小说肉蒲团，又名觉后禅 。
- 美国哈佛大学韩南教授的英译本:'THE CARNAL PRAYER MAT，Li Yu (translated by Patrick Hanan),University of Hawaii Press 1996 ISBN 0-8248-1798-2（无木刻插图）。
- 弗兰兹·库恩的德文译本（初版1959年）
  -  1979年（此书附有61幅来自1894年版《肉蒲团》的中国木刻插图），ISBN 3-596-22451-9。
- 法文译本
- 俄文譯本
  - 莫斯科大学华克生教授（ ）